# John Meijer
Johnny Jozef (John) Meijer (Wormerveer, 14 augustus 1958) is een Nederlands gitarist.
Meijer begon zijn carrière in de Fat Eddy Band. Daarna speelde hij in de Volendamse band Next One, een band die onder meer als begeleidingsorkest voor Anny Schilder en Jan Smit werkte. Tevens werkte hij voor Drukwerk.
In februari 2003 begon hij als gitarist bij BZN, omdat gitarist Dirk van der Horst ernstig ziek was geworden. Van der Horst was eerder gitarist van Next One en zijn vervanger in die band was destijds Meijer. Hij speelde in BZN tot het einde in juni 2007.
Meijer is daarnaast reclametekstschrijver en video-editor.
In 2007 stond Meijer op een eigen postzegel. Deze was hem aangeboden ter gelegenheid van de afscheidstournee van de 42 jaar oude band, BZN.

## Videoproducties
Na het einde van BZN ging Meijer verder in zijn eigen studio. Hij monteert hier producties voor bedrijven en instanties. De filmpjes achter de bandleden tijdens de 40 jaar jubileumtour en de afscheidstournee van BZN waren tevens afkomstig uit Meijers studio.

## Muziek
Naast videowerk houdt Meijer zich bezig met het maken van orkestbanden en andere muzikale stukken, onder meer voor beginnende artiesten. Zelf is hij ook nog actief in de muziek. Samen met Dick Plat en Fred Snel vormt hij het trio All The Best. Daarnaast treedt hij op als begeleider van Tamara Tol
In 2011 is Meijer samen met zanger Harry Slinger en muzikanten Nico van der Linden en Fred Snel het combo Vakwerk begonnen.
Het combo bracht het liedjesprogramma Nostalgisch Erfgoed ten gehore.
Hierin komen onder andere voor:
- M'n eerste van Dirk Witte
- Schooiertje van Louis Bouwmeester
- Sissy van Clinge Doorenbos
- De zomer van 1910 van Wim Sonneveld
- Allemaal angst van Robert Long
- Ik zie een Hindelopen van Seth Gaaikema
- Je loog tegen mij van Drukwerk.

Begin 2012 was dit project reeds afgelopen en werd de samenwerking beëindigd.